# ケント郡 (メリーランド州)
ケント郡（英: Kent County）は、アメリカ合衆国メリーランド州の北東、東海岸部に位置する郡である。2010年国勢調査での人口は20,197人であり、2000年の19,197人から5.2%増加した。州内では人口最少の郡である。郡庁所在地はチェスタータウン町（人口5,252人）であり、同郡で人口最大の町でもある。郡名はイングランドのケント州から採られた。

## 歴史
1642年、メリーランド植民地の知事と委員会が「アイル・アンド・カウンティ・オブ・ケント」の行政委員を指名した。これがケント郡の創設に繋がることになった。
ケント郡には多くのアメリカ合衆国国家歴史登録財がある。ササフラス川南岸に沿った半島には、幾つかの大きな農園と1つの大きな池があり、ジョージタウンにあるササフラス・ボート会社のマリーナとササフラス・ハウス・レストランの元所有者だったリズ・メイターグとマイク・レビュークが1つの資産に纏めていた。現在は野生生物保護区として保存されている。マイク・レビュークが集めた飛行機や自動車の中に、「羽の生えた蛇」を表すマヤ文字を描いたC47航空機があり、レビュークが所有する資産を飛び回った。
アメリカ合衆国国勢調査局に拠れば、1790年、ケント郡にはアメリカ合衆国の人口重心があった。
ケント郡は州東海岸部で最小、州内でも2番目に小さな郡である。イースタンネックと呼ばれる島を含め海岸線は209マイル (334 km) ある。西にチェサピーク湾、北にササフラス川、南にチェスター川がある。1793年、「アポロ」あるいは「チェスタータウン・スパイ」と呼ぶ最初の新聞を発行し、後に「チェスタータウン・ガゼット」となった。チェスタータウンは東海岸税関と呼ぶ出荷地点だった。1675年、最初の町としてニューヤーマスができた。ケント郡にあるワシントン・カレッジは州内最古のカレッジである。独立戦争前、ニュータウン、現在のチェスタータウンが、セシル、ケント、クイーンアンズ各郡の入口港となっていた。
ケント郡公共教育学区は国内でも人種統合が最後まで進まなかった学区であるが、これは統合された高校の建設が遅れたためであり、1969年秋に開校した。郡の中央にある高校が開校する前に初等教育の学校は人種統合されていた。

## 郡政府と政治
ケント郡は1970年に州法の下に自治権を認められた。東海岸部では二大政党が最も競い合っている郡である。2004年アメリカ合衆国大統領選挙で共和党現職のジョージ・W・ブッシュは郡総投票数の52%を獲得し、民主党候補のジョン・ケリーは46%に留まった。2008年の選挙では民主党のバラク・オバマが共和党のジョン・マケインを48票差で破った。

## 地理
アメリカ合衆国国勢調査局に拠れば、郡域全面積は414.31平方マイル (1,073.1 km2)であり、このうち陸地279.43平方マイル (723.7 km2)、水域は134.87平方マイル (349.3 km2)で水域率は32.55%である。
メリーランド州地質調査部に拠れば、郡内最高地点はスティルポンド・クリーク河口のすぐ北東、コールマンズコーナーの西約2.25マイル (4 km) の地点であり、標高は (31 m) である。

### 隣接する郡
- セシル郡 - 北
- ニューキャッスル郡 (デラウェア州) - 北東
- ケント郡 (デラウェア州) - 南東
- クイーンアンズ郡 - 南

ケント郡はデラウェア州のケント郡と共に、同じ名前の郡が州境を境に接している組み合わせであり、このような例は国内に11組ある。

### 国立保護地域
- イースタンネック国立野生生物保護区

## 人口動態
以下は2000年国勢調査による人口統計データである。
| 基礎データ - 人口: 19,197人 - 世帯数: 7,666 世帯 - 家族数: 5,136 家族 - 人口密度: 27人/km2（69人/mi2） - 住居数: 9,410軒 - 住居密度: 13軒/km2（34軒/mi2） 人種別人口構成（2000年統計、（ ）内は2010年統計） - 白人: 79.64% (80.1%) - アフリカン・アメリカン: 17.41% (15.1%) - ネイティブ・アメリカン: 0.15% (0.2%) - アジア人: 0.54% (0.8%) - 太平洋諸島系: 0.05% (0.0%) - その他の人種: 1.04% (2.0%) - 混血: 1.18% (1.8%) - ヒスパニック・ラテン系: 2.84% (4.5%) 先祖による構成 - イギリス系：15.7% - ドイツ系：14.2% - アイルランド系：12.4% - アメリカ人：11.3% | 年齢別人口構成 - 18歳未満: 20.8% - 18-24歳: 10.9% - 25-44歳: 23.7% - 45-64歳: 25.3% - 65歳以上: 19.3% - 年齢の中央値: 41歳 - 性比（女性100人あたり男性の人口） - 総人口: 91.9 - 18歳以上: 88.9 世帯と家族（対世帯数） - 18歳未満の子供がいる: 26.3% - 結婚・同居している夫婦: 51.7% - 未婚・離婚・死別女性が世帯主: 11.1% - 非家族世帯: 33.0% - 単身世帯: 27.8% - 65歳以上の老人1人暮らし: 13.7% - 平均構成人数 - 世帯: 2.33人 - 家族: 2.81人 収入と家計 - 収入の中央値 - 世帯: 39,869米ドル - 家族: 46,708米ドル - 性別 - 男性: 31,899米ドル - 女性: 24,513米ドル - 人口1人あたり収入: 21,573米ドル - 貧困線以下 - 対人口: 13.0% - 対家族数: 9.3% - 18歳未満: 17.0% - 65歳以上: 8.5% |

## 都市と町
ケント郡内にはメリーランド州法の町が5つある。
1. ベタートン（1906年法人化） Mayor- Carolyn C. Sorge
2. チェスタータウン（1805年法人化）  - 郡庁所在地
3. ガリーナ（1858年法人化） Mayor- Harry J. Pisapia
4. ミリングトン（1890年法人化、一部はクイーンアンズ郡）
5. ロックホール（1908年法人化）

### 国勢調査指定地域
未編入領域も「町」と考えられるが、政府は無い。アメリカ合衆国国勢調査局、アメリカ合衆国郵便公社、地元商工会議所など様々な組織がその町を定義している。法人化はされていないので、その境界が定義されていない。アメリカ合衆国国勢調査局は以下の国勢調査指定地域を登録している。
1. バトラータウン
2. イーデスビル
3. フェアリー
4. ジョージタウン
5. ケネディビル
6. トルチェスター
7. ウォートン

### 未編入の町
1. リンチ
2. マッシー
3. スティルポンド

## 教育
- ケント郡高校
- ケント郡中学校
- ガリーナ小学校
- ジュディセンター（就学前）
- ヘンリー・ハイランド・ガーネット小学校
- ミリングトン小学校
- ロックホール小学校
- ウォートン小学校
- ケント学校
- チェスタータウン・クリスチャン・アカデミー
- エコーヒル・アウトドア・スクール
- レドクリフ・クリーク学校
- ワシントン・カレッジ
- チェサピーク・カレッジ

## メディア
郡内で発行される新聞は「ケント郡ニューズ」である。